# Levisa Fork
Der Levisa Fork ist der 225 Kilometer lange linke Quellfluss des Big Sandy Rivers im Südwesten von Virginia und im Osten von Kentucky.
Der Levisa Fork River entspringt in den Appalachen im Osten des Buchanan County nahe Grundy im US-Bundesstaat Virginia. Danach fließt er durch den Pike County in Kentucky, nimmt den Russell Fork River auf und mündet in den Stausee Fishtrap Lake. Er verlässt und fließt durch die Städte Pikeville und Prestonsburg. Schließlich bildet er bei Louisa auf 166 m Höhe zusammen mit dem Tug Fork den Big Sandy River.